# Andreï Molodkine
Andreï Molodkin est un artiste russe, né en 1966 à Bouï. Il vit et travaille à Paris et New York. Il est principalement connu pour ses grands formats réalisés à l'aide de stylos BiC et de ses sculptures emplies de sang et de pétrole.

## Biographie
Né en 1966 à Bouï dans le nord de la Russie, il est affecté dans un bataillon chargé de transporter du pétrole en Sibérie en 1985. Il garde de cette période un profond traumatisme dont la perte d’un ami qui sous la trop forte pression de l’armée s’est donné la mort en se tirant une balle dans le cœur. Son corps hissé sur la neige dessinera une longue ligne de sang. Cet événement traumatique constitue un acte fondateur de sa démarche artistique dont le choix de ses matériaux tels que le pétrole et le sang. 
En 1992, il est diplômé de l’Académie d’art Stroganov à Moscou. 
Après avoir vécu en Russie et à Paris tout en travaillant à Londres ou Dubaï,  il rachète l'ancienne fonderie Fabre de Maubourguet (Hautes-Pyrénées) afin d'en faire un centre artistique international qu'il nomme The Foundry en 2013. Il rénove le site, d'une superficie de 4 500 m2, et le transforme en galerie d'exposition de ses œuvres et lieu de résidence d'artistes, cultivant l’esprit de résistance.
Se proclamant comme étant un artiste « anti-guerre », il utilise régulièrement le sang humain comme matière première pour créer ses oeuvres artistiques. En avril 2022,  à Londres et en Slovénie, il projette un portrait officiel de Vladimir Poutine de 8 mètres de haut se remplissant petit à petit de sang  humain ukrainien qui ont fui la guerre avec un compteur affichant le nombre de morts depuis le début de la guerre accompagnant l’œuvre,. 
En avril 2023, il dénonce les propos tenus par le prince Harry dans son autobiographie où il relate d'avoir tué 25 talibans alors qu’il était engagé comme pilote d’hélicoptère sur le sol afghan. Il recouvre 25 exemplaires de sang humain provenant de personnes afghanes. Ces ouvrages rebaptisés Alternative Spare, sont mis en vente pour 10.000 dollars l'unité.
Le 13 février 2024 sur la chaîne de télévision britannique Sky News, l’artiste profère une menace selon laquelle si le fondateur de WikiLeaks Julian Assange venait à mourir en prison, il détruira à l’acide seize œuvres d’art signées entre autres de Pablo Picasso, Rembrandt, Andy Warhol et Andres Serrano d’une valeur totale estimée à 45 millions de dollars. Son action vise à dénoncer  la disproportion financière du marché de l'art au détriment des droits de l'homme en déclarant « Je ne fais pas ça pour les détruire, mais pour faire libérer Assange. Aujourd’hui, détruire une œuvre d’art est plus tabou que détruire une vie humaine ».  Ce projet artistique  nommé « Dead Man’s Switch » regroupe 16 oeuvres d'art enfermés dans des caisses reliées à un système d'explosifs et de produits corrosifs regroupés une pièce sécurisée du cente The Foundry. Le 25 juin 2024, à la suite de la libération d’Assange , Andrei Molodkin livre son soulagement en déclarant que « Julian Assange veut ouvrir en personne le coffre pour que les œuvres d’art puissent retourner à leur propriétaire ».

## Formation
- 1976 - 1980 École spécialisée en Arts Plastiques, Bouï, Russie
- 1981 - 1985 Collège d’enseignement artistique, Krasnoie-sur-Volga
- 1985 – 1987 Service militaire
- 1987 - 1992 Académie d’art Stroganov, faculté d’Architecture d’intérieur, Moscou
- 1992 1er prix du concours d’architecture, organisé par la ville de Saint-Pétersbourg (Aménagement d'une station de métro de Saint-Pétersbourg)

## Expositions personnelles
2011
- Musée d'art moderne et contemporain de Saint-Étienne Métropole

2008
- Cuts into the veins of the western Oil Dependency, Galerie Orel Art, Paris
- Touchy art (Tachi's art), Galerie Nina Lumer, Milan

2007
- Direct from the Pipe, ANNE+, Ivry-sur-Seine, France
- G8, Galerie Kashya Hildebrand, Zurich, Suisse
- Sweet Crude American Dream, Galerie Daneyal Mahmood, New York

2006
- Cold war II, Galerie Orel Art, Paris
- Empire at War, Galerie Daneyal Mahmood, New York, USA
- Sweet Crude Eternity, Galerie Kashya Hildebrand, Zurich, Suisse

2005
- Sweet crude Eternity, Galerie Kashya Hildebrand, New York

2004
- Notre Patrimoine, Parlement européen, Bruxelles
- Trash resources, Galerie Kashya Hildebrand, New York

2003
- Love Copyright, Galerie Orel Art Presenta, Paris
- Love Copyright, Galerie Kashya Hildebrand, New York

2002
- Polus, Chapelle Saint Louis de l'hôpital de la Salpêtrière, Orel Art Presenta, Paris

2001
- Novo Novosibirsk, The Marble Palace, Musée d’état Russe, St-Pétersbourg
- Blue Dream, Freud’s Dream Museum, St-Pétersbourg

1999
- NovoNovosibirsk, Chapelle Saint-Louis de l'Hôpital de la Salpêtrière, Paris

## Expositions collectives
2015
- Showcase #1: Think big, Centre commercial Beaugrenelle Paris[10]

2007
- East/West, Galerie Orel Art, Paris
- Moscow World Fine Art Fair, Galerie Orel Art, Moscou
- Art Paris Abu Dhabi, Galerie Orel Art, Abou Dabi, EAU
- Art Paris, Galerie Orel Art, Paris
- Art Moscou, Galerie Orel Art, Moscou
- Paper Trails- New Adventures in Drawing, VI Gallery, Danemark
- DIFC Gulf Art Fair, Kashya Hildebrand Gallery, Dubaï
- Bushels, Bundles and Barrels, Superfund, New York

2006
- Petrodollar, Pierogi and Ronald Feldman Fine Arts, Miami
- The Kiss, Galerie Daneyal Mahmood, Scope, Miami
- Modus R, Art Basel Miami Beach, Miami
- Madame Butterfly, Galerie Priska Pasquer, Paris Photo, Paris
- God is Great, Galerie Guelman, Art Moscou, Moscou
- Life After Death, Galerie Orel Art, Art Moscou, Moscou
- Art Attack! (art contemporain russe), Galerie Orel Art, Paris

2005
- Black Heart, Galerie Orel Art, Paris
- Liquid Madonna, Galerie Orel Art, FIAC, Paris
- Scope, Galerie Orel Art, Londres
- Art Moscou, Galerie Orel Art, Moscou

2004
- Trash Ressources, Galerie Kashya Hildebrand, New-York
- Notre Patrimoine, Parlement européen, Bruxelles
- Playing For Oil, Flash Art Milan, Galerie Orel Art, Milan
- Art Brussels, Galerie Orel Art, Bruxelles
- Art Moscou, Galerie Orel Art, Moscou

2003
- Love Copyright, Art Moscou, Galerie Orel Art, Moscou
- Underground City, Labin, Croatie
- New Beginning of Contemporary Art of Moscow, Düsseldorf, Allemagne

2002
- Body as Sculpture, Carré Noir Gallery, Paris Photo, Paris
- Polus, Biennale de la Photographie 2002, Maison de la Photographie, Moscou
- Biesterfeld Art Management, Saint-Moritz, Suisse

2001
- Novonovosibirsk, Musée National Russe, Saint-Pétersbourg

New Academy, Saint-Pétersbourg
Private Art Gallery, Saint-Pétersbourg
Musée " Freud's Dream ", Saint-Pétersbourg
- Novonovosibirsk, Musée National d’Architecture Schusev, Moscou
- Paris-Photo 2001, Carrousel du Louvre, Galerie Carré Noir, Paris
- Musée de la Maison de la Photographie, Moscou

2000
- Biennale de la Photographie 2000, Maison de la Photographie, Moscou
- Novonovosibirsk, Instrumenta, Novy Manège, Douma d’État, Moscou
- Paris-Photo 2000, Carrousel du Louvre, Galerie Carré Noir, Paris

1999
- Art Manège 99, Galerie Yakut, Moscou

## Acquisitions
- Collection du Musée d’État russe, Saint-Pétersbourg
- Collection du Musée S. Freud, Saint-Pétersbourg
- Collection du Musée d’architecture d’État Schusev, Moscou
- Collections privées en Europe et USA

## Presse récente
- Bon, septembre 2007
- National Geographic, août 2007
- Art actuel, Mars-Avril 2007, France
- CMagazine, Oct. 2006 (Victor Tupitsyn)
- MonsterChildren, Oct. 2006 (Campbell Milligan)
- Sculpture Magazine, Oct. 2006
- Tracks, Arte Television, Sep.21, 2006
- Guardian Unlimited, Feb.23, 2006 (Paul Arendt)
- The Ticket, BBC World Service, Feb.18, 2006 (Mark Coles)
- BBC News, Feb.17, 2006
- Artmargins, 2006 (Yulia Tikhonova)
- SPOON Magazine, janvier-février 2006 (Anna Sansom)
- The Village Voice, Vol.52, Dec.28, 2005 - Jan.3, 2006 (Baker)